# Dobrava pri Brdu pri Šmohorju
Dobrava pri Brdu pri Šmohorju (nemško Eggforst) je naselje občine Šmohor - Preseško jezero v okraju Šmohor na Koroškem v Avstriji.